# Juri Michailowitsch Luschkow

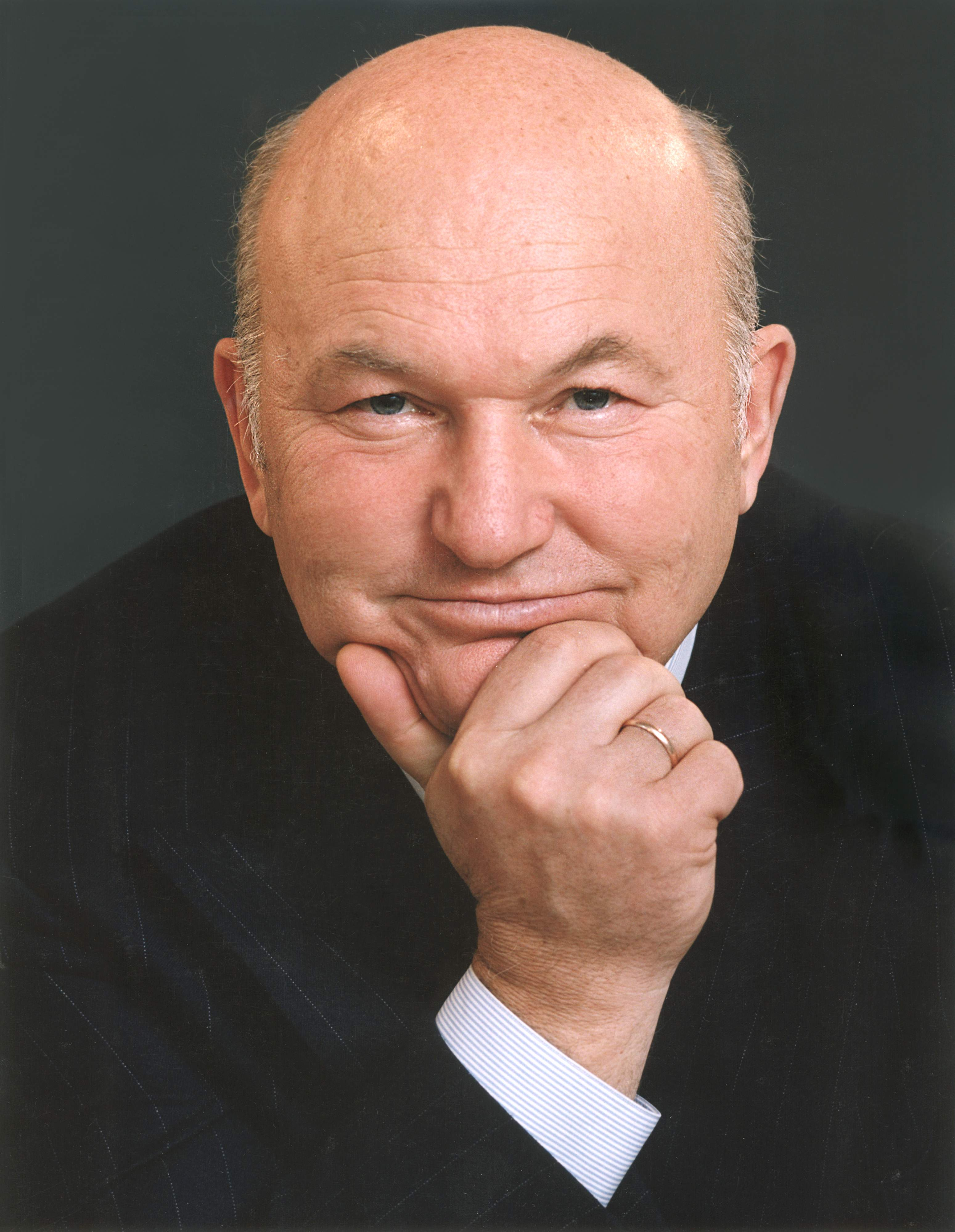
Juri Luschkow

Juri Michailowitsch Luschkow (russisch Ю́рий Миха́йлович Лужко́в; wissenschaftliche Transliteration Jurij Michajlovič Lužkov; * 21. September 1936 in Moskau; † 10. Dezember 2019 in München) war ein russischer Politiker. Von 1992 bis 2010 war er Oberbürgermeister von Moskau.

## Leben
Luschkows  Vater arbeitete als Zimmermann und seine Mutter als Fabrikarbeiterin. 1958 schloss Luschkow sein Studium an der Moskauer Hochschule für Öl- und Gasindustrie I.M. Gubkin ab. Nach dem Hochschulabschluss arbeitete Luschkow in der chemischen Industrie und als Abteilungsleiter im Ministerium für chemische Industrie der Sowjetunion.
1987 trat er in die Moskauer Stadtverwaltung ein und wurde später Abgeordneter im Obersten Sowjet. Im Juli 1991 wurde er von Gawriil Popow, dem damaligen Oberbürgermeister Moskaus, für das Amt des Vizebürgermeisters vorgeschlagen und von der Mehrheit der Abgeordneten bestätigt. Nach dem Rücktritt Popows im Juni 1992 ernannte Staatspräsident Boris Jelzin Luschkow zum Oberbürgermeister von Moskau. Am 16. Juni 1996 sowie 1999 und 2003 wurde er mit 88,5 %, 69,9 % bzw. 74,8 % der Stimmen wiedergewählt. Im Juni 2007 wurde Luschkow zum vierten Mal im Amt bestätigt, diesmal – gemäß inzwischen geänderter Gesetzgebung – durch die Mehrheit (32 Pro- versus drei Contrastimmen) der Abgeordneten der Moskauer Stadtduma auf Vorschlag des Staatspräsidenten Wladimir Putin.
Ende 1998 gründete er die politische Bewegung Vaterland, die sich im Vorfeld der Parlamentswahlen 1999 mit der Bewegung Ganz Russland vereinigte und 2001 in der Partei Einiges Russland aufging, in der Luschkow den Posten eines der Vorsitzenden des Obersten Rates innehatte. Bei den Präsidentschaftswahlen im März 2000 unterstützte er Putin. Von September 2000 bis März 2001 war er Mitglied des Präsidiums des Staatsrats der Russischen Föderation.
2004 vermittelte er den Rücktritt des befreundeten Präsidenten der Autonomen Republik Adscharien in Georgien, Aslan Abaschidse, der nach Massenprotesten gegen seinen autokratischen Regierungsstil in Bedrängnis geraten war, und ermöglichte ihm ein Exil in Moskau.
2006, 2007, 2008 und 2009 setzte sich Luschkow als Homosexuellen-Gegner in Szene. Auf einem Bürgermeistertreffen in Berlin 2006 bezeichnete er Homosexualität als unnatürlich. Die jährliche Schwulen- und Lesbenparade Moscow Pride verbot er regelmäßig und bezeichnete sie im Januar 2007 als „Satanshow“. Die Organisatoren dieser Demonstration wandten sich daraufhin an den Europäischen Gerichtshof für Menschenrechte, da in der Europäischen Menschenrechtskonvention (CETS 005) das Recht auf Versammlungsfreiheit verbrieft ist. 2009 zählte Alexander J. Motyl Luschkow zu den „Mainstream-Faschisten“ Russlands.
Im Jahr 2008 bezeichnete Juri Luschkow die ukrainische Stadt Sewastopol auf der Krim als „eigentlich russische Stadt“. Als Folge darauf erteilte ihm die ukrainische Regierung Einreiseverbot in die Ukraine und den Status einer unerwünschten Person.
2010 ließ er in Moskau zum 65. Jubiläum des Sieges der Roten Armee im Zweiten Weltkrieg Gedenktafeln aufstellen, die Josef Stalin rühmten.
Im September 2010 unterzeichnete der russische Staatspräsident Dmitri Medwedew ein Dekret zur Entlassung von Luschkow als Oberbürgermeister von Moskau, als Grund wurde Vertrauensverlust genannt. Vorausgegangen war eine Medienkampagne der von der russischen Regierung kontrollierten Fernsehsender. Dabei wurden Luschkow Korruption und Amtsmissbrauch vorgeworfen. Luschkow, der bis zu diesem Zeitpunkt Präsidiumsmitglied von „Einiges Russland“ gewesen war, erklärte daraufhin seinen Austritt aus der Partei und warf dieser vor, ihn nicht gegen die in den Massenmedien vorgebrachten Vorwürfe verteidigt zu haben, obwohl die Moskauer Parteiführung zuvor bei Korruptionsvorwürfen gegen ihn hinter ihm gestanden hatte. Bis zur Bestimmung eines Nachfolgers wurde Luschkows Amt von Vizebürgermeister Wladimir Ressin kommissarisch übernommen. Zu seinem Nachfolger als Moskauer Bürgermeister wurde am 21. Oktober 2010 Sergei Sobjanin gewählt.

## Privates
Luschkow lebte in zweiter Ehe mit Jelena Baturina, einer bekannten Unternehmerin. Sie ist auf der Forbes-Liste der reichsten Menschen Russlands die einzige Frau. Luschkow hatte vier Kinder: zwei Söhne aus seiner ersten und zwei Töchter aus seiner zweiten Ehe. Im Jahr 2010 verließ das Paar Russland.
Seine Hobbys waren Fußball, Tennis und Bienenzucht. 
Am 10. Dezember 2019 starb Juri Michailowitsch Luschkow im Alter von 83 Jahren während einer Routineoperation in einem Münchener Krankenhaus.

## Auszeichnungen

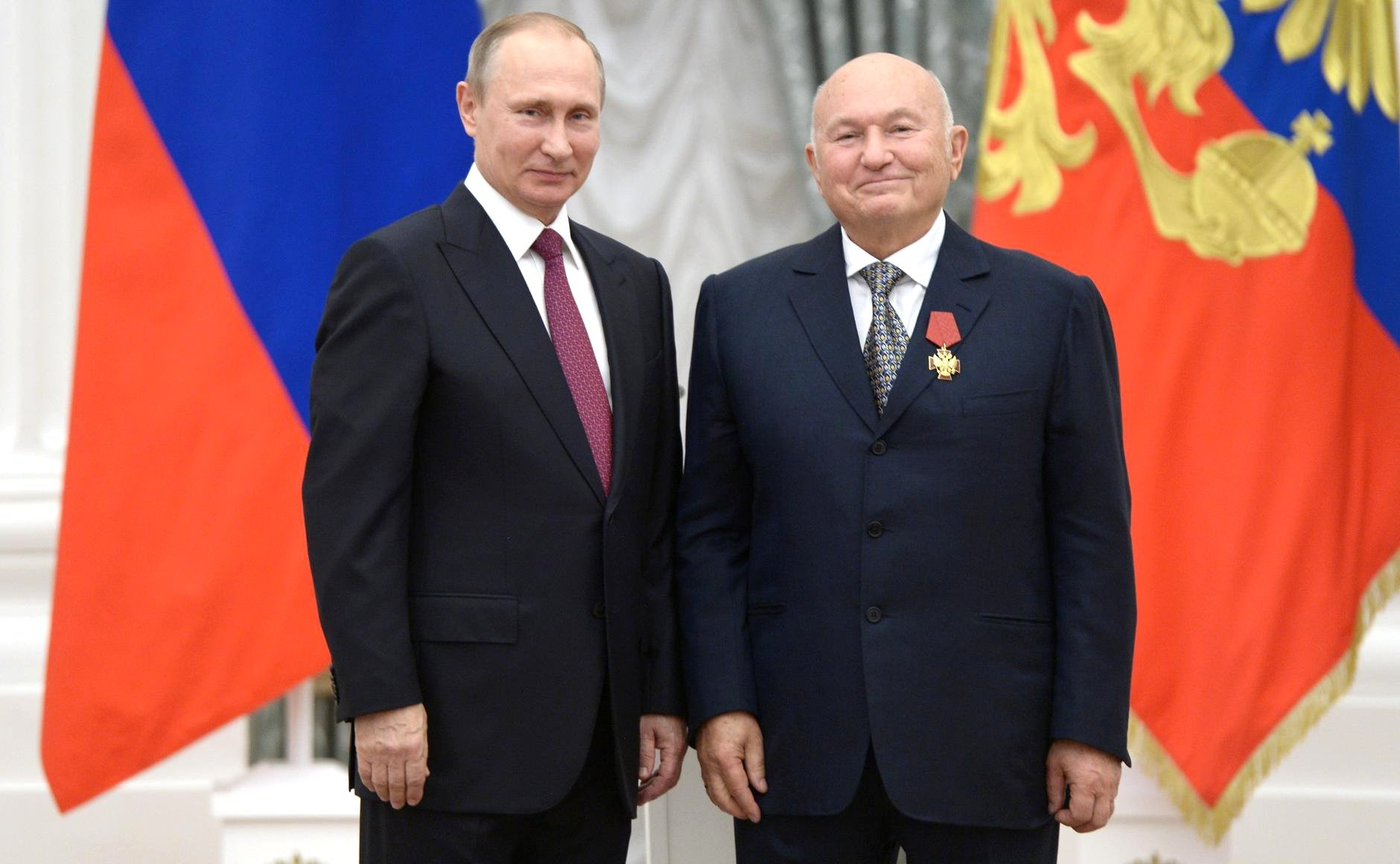
Zum 80. Geburtstag erhielt Luschkow den Orden „Für Verdienste um das Vaterland“ vierten Grades, 22. September 2016

Luschkow wurde mit dem Leninorden, dem Rotbannerorden der Arbeit und dem Verdienstorden für das Vaterland der Stufen I bis IV ausgezeichnet. Für seine militärischen Verdienste erhielt er den Ehrenorden und die Medaille Verteidiger des freien Russlands.
2001 erhielt Luschkow den Dr.-Friedrich-Joseph-Haass-Preis des Deutsch-Russischen Forums für seine Verdienste um die deutsch-russische Freundschaft.
2002 erhielt er den Europäischen Handwerkspreis. Im selben Jahr wurde ihm die Ehrenbürgerschaft der Stadt Jerewan verliehen.
2007 erhielt er vom Wiener Bürgermeister Michael Häupl das Große Goldene Ehrenzeichen für Verdienste um das Land Wien.